# Jules Leclercq (géographe)
Pour les articles homonymes, voir Jules Leclercq (homonymie).
Jules Leclercq, né à Bruxelles le 4 décembre 1848 et mort à Schaerbeek le 9 janvier 1928, est un juriste, magistrat, conseiller à la Cour d'appel de Bruxelles, géographe et voyageur belge.

## Biographie
Jules Leclercq, à côté de sa carrière judiciaire, est un grand voyageur et un géographe. Il est président de la Société royale de géographie de Belgique. Il est également un des fondateurs de la Revue générale ainsi que de la Revue bibliographique.
Jules Leclercq publie de nombreux récits de ses pérégrinations à travers les cinq continents où « l'on voyage avec un artiste chez qui le souci de l'observation exacte n'étouffe pas le sentiment poétique ».
Jules Leclercq est le fils d'Augustin Leclercq (1811-1910), originaire d'Arquennes, un marbrier qui a fait fortune dans le pavage des rues et qui a acquis à Kortenberg le 24 juillet 1879 la villa "La Chênée" de style Renaissance italienne, œuvre de l'architecte Jean-Pierre Cluysenaar. Jules Leclercq, qui en a fait sa maison de campagne, vient y habiter définitivement avec son épouse après sa retraite de magistrat. 
Jules Leclercq épouse en 1876 Marie-Louise-Juliette Du Bost, née en 1857. Celle-ci est la sœur du baron Édouard Du Bost (1855–1945), notaire du roi et président du Sénat.

## Publications
- Le Caucase glacé, 1881.
- La terre des merveilles, 1886.
- De Mogador à Biskra, 1882.
- Un été en Amérique, 1877.
- Voyage au Mont Ararat, 1892.
- Promenades dans les Pyrénées, 1876, 1895 chez Alfred Mame Editeurs à Tours, 2ème série Grand in-8°
- Chez les Jaunes. Japon - Chine - Mandchourie, 1910.
- La Finlande aux mille lacs, 1914.